# Сухобизярка (посёлок)
Сухобизярка — посёлок в Пермском районе Пермского края. Входит в состав Пальниковского сельского поселения.

## География
Посёлок расположен на реке Сухобизярка (приток реки Бабка), примерно в 19 км к юго-западу от административного центра поселения, села Нижний Пальник.

### Уличная сеть
- Железнодорожная ул.
- Луговая ул.
- Нагорная ул.
- Октябрьская ул.
- Первомайская ул.
- Центральная ул.
- Школьная ул.

### Климат
Климат умеренно континентальный, характеризующийся морозной продолжительной зимой и тёплым коротким летом. Июльские температуры колеблются в пределах +18 °C, январские в пределах −15 °C. Среднегодовое количество осадков составляет 425—510 мм, большая их часть приходится на тёплый период с апреля по октябрь. Преобладающее направление ветра — юго-западное.

## Население
| 2010 |
| ---- |
| 199  |

## Инфраструктура
Личное подсобное хозяйство с зоной сельскохозяйственного использования, индивидуальная застройка усадебного типа.

## Транспорт
В посёлок заходила Бизярская узкоколейная железная дорога.

## Топографические карты
- Лист карты O-40-89 Кукуштан. Масштаб: 1 : 100 000. Состояние местности на 1988 год. Издание 1990 г.